# 1058年
| 千纪： | 2千纪 |
| 世纪： | 10世纪 \| 11世纪 \| 12世纪                                                                                       |
| 年代： | 1020年代 \| 1030年代 \| 1040年代 \| 1050年代 \| 1060年代 \| 1070年代 \| 1080年代                                 |
| 年份： | 1053年 \| 1054年 \| 1055年 \| 1056年 \| 1057年 \| 1058年 \| 1059年 \| 1060年 \| 1061年 \| 1062年 \| 1063年       |
| 纪年： | 戊戌年（狗年）；契丹清宁四年；北宋嘉祐三年；西夏奲都二年；大理政安六年；越南龍瑞太平五年；日本天喜六年、康平元年 |

## 出生
- 博希蒙德一世，第一次十字军东征的主要将领
- 安薩里，波斯裔伊斯兰神学家、法理学家、哲学家
- 欽慈陳皇后，宋神宗妃、宋徽宗生母。

## 逝世
- 令狐挺，北宋山陽（今江蘇淮安）人。
- 吳育 (宋朝)，北宋建州浦城人。
- 杨伟 (宋朝)，北宋福建浦城人。
- 王堯臣，北宋應天府虞城（今河南商丘）人。
- 卡齊米日一世，皮雅斯特王朝的波蘭公爵
- 卢拉赫，苏格兰国王
- 司提反十世，天主教教宗